# 約爾丹·米涅夫
約爾丹·米涅夫（1980年10月14日—）是一位保加利亞足球運動員，在場上的位置是右後衛或左後衛。他現在效力於保加利亞足球甲級聯賽球隊拉茲格勒盧多戈雷茨足球俱樂部。他也代表保加利亞國家足球隊參賽。